# Tricholeiochiton jabirella
Tricholeiochiton jabirella är en nattsländeart som beskrevs av Wells 1985. Tricholeiochiton jabirella ingår i släktet Tricholeiochiton och familjen smånattsländor. Inga underarter finns listade i Catalogue of Life.